# Fontaine d'Esperança
La fontaine d'Esperança (en portugais Chafariz da Esperança) est une fontaine monumentale située dans la paroisse d'Estrela, à Lisbonne.
Elle est classée Monument National depuis le 16 juin 1910.

## Historique
La fontaine a été construite au XVIIIe siècle et a été conçue par Carlos Mardel. Le projet est approuvé le 15 novembre 1752.
Les travaux ont été achevés par Miguel Blasco en 1768.
Ces travaux faisaient suite à la construction de l'aqueduc des Eaux Libres, qui visait à résoudre les problèmes d'approvisionnement en eau de la capitale du Portugal.
Le Sénat de la Chambre de Lisbonne a acquis un terrain appartenant au couvent franciscain de Nossa Senhora da Esperança et y a construit cette fontaine. Elle était alimentée par une galerie homonyme qui provenait directement du réservoir d'Amoreiras.

## Description
La structure a deux étages, chacun avec un bassin, deux escaliers latéraux et est de style baroque. Le bassin du bas avait pour fonction de servir d'abreuvoir pour les animaux et celui du haut était pour les gens. Chaque réservoir avait deux becs. Cette séparation a mis en évidence des préoccupations de santé publique. Elle possède un portique de style pombalin.

## Galerie

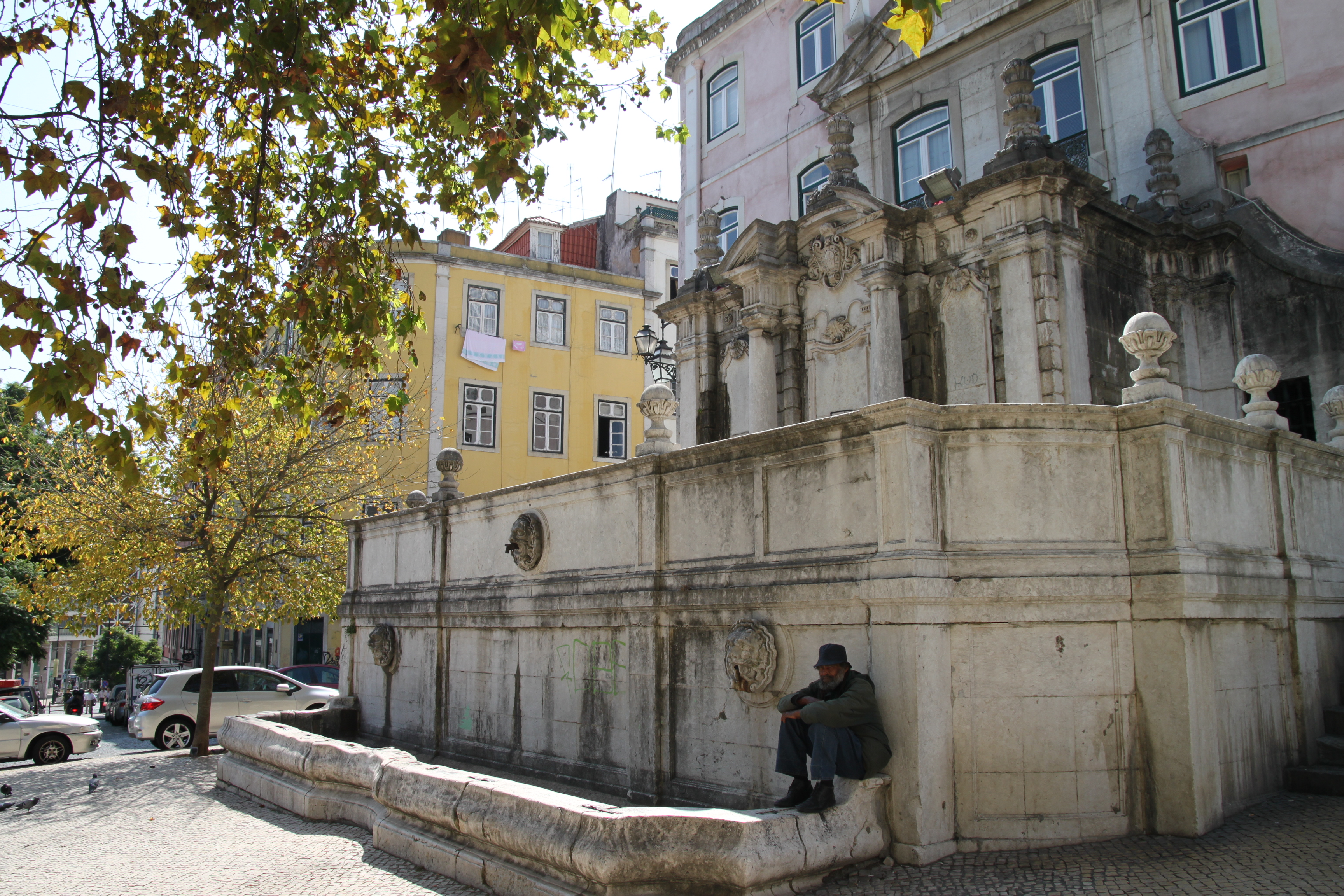
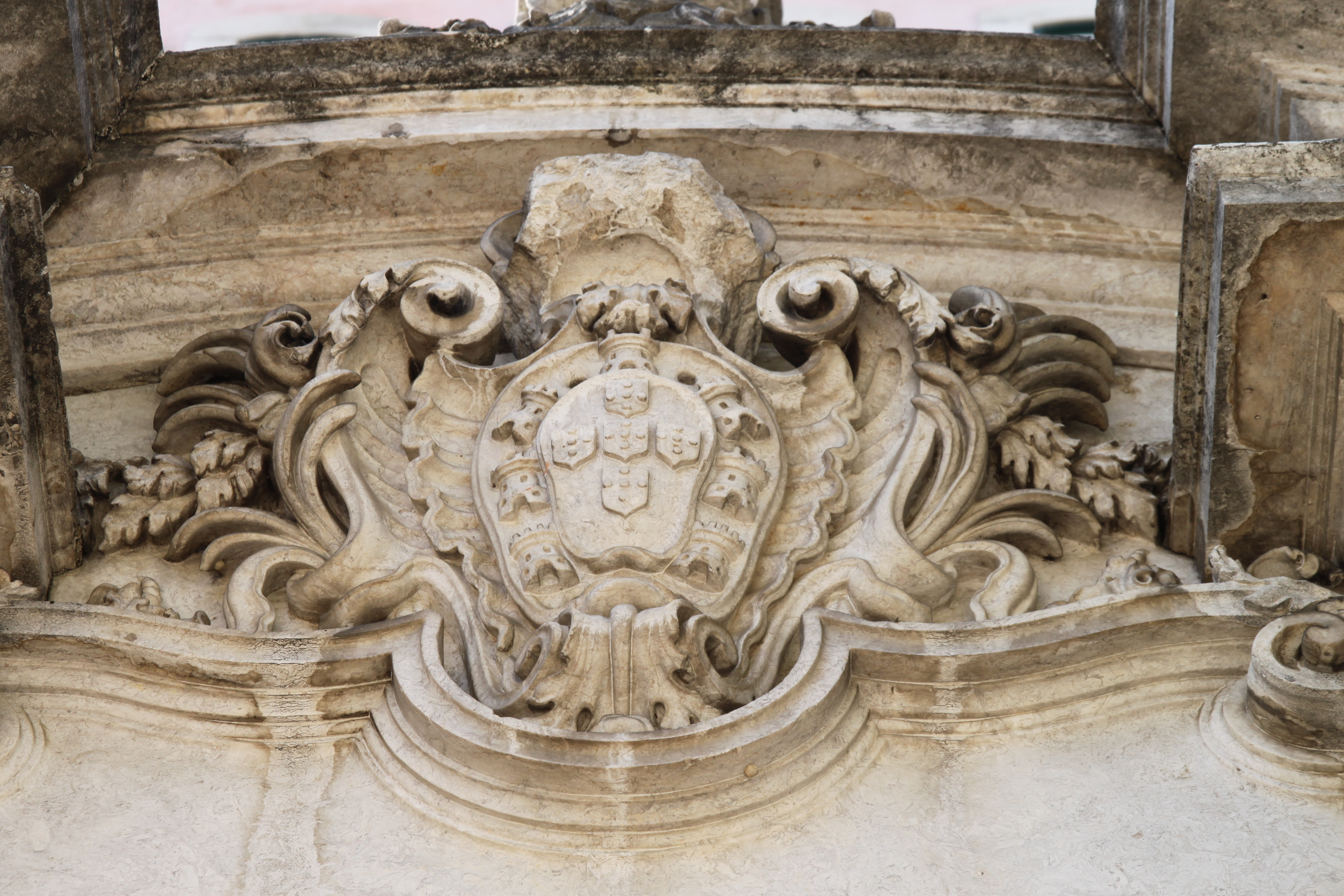
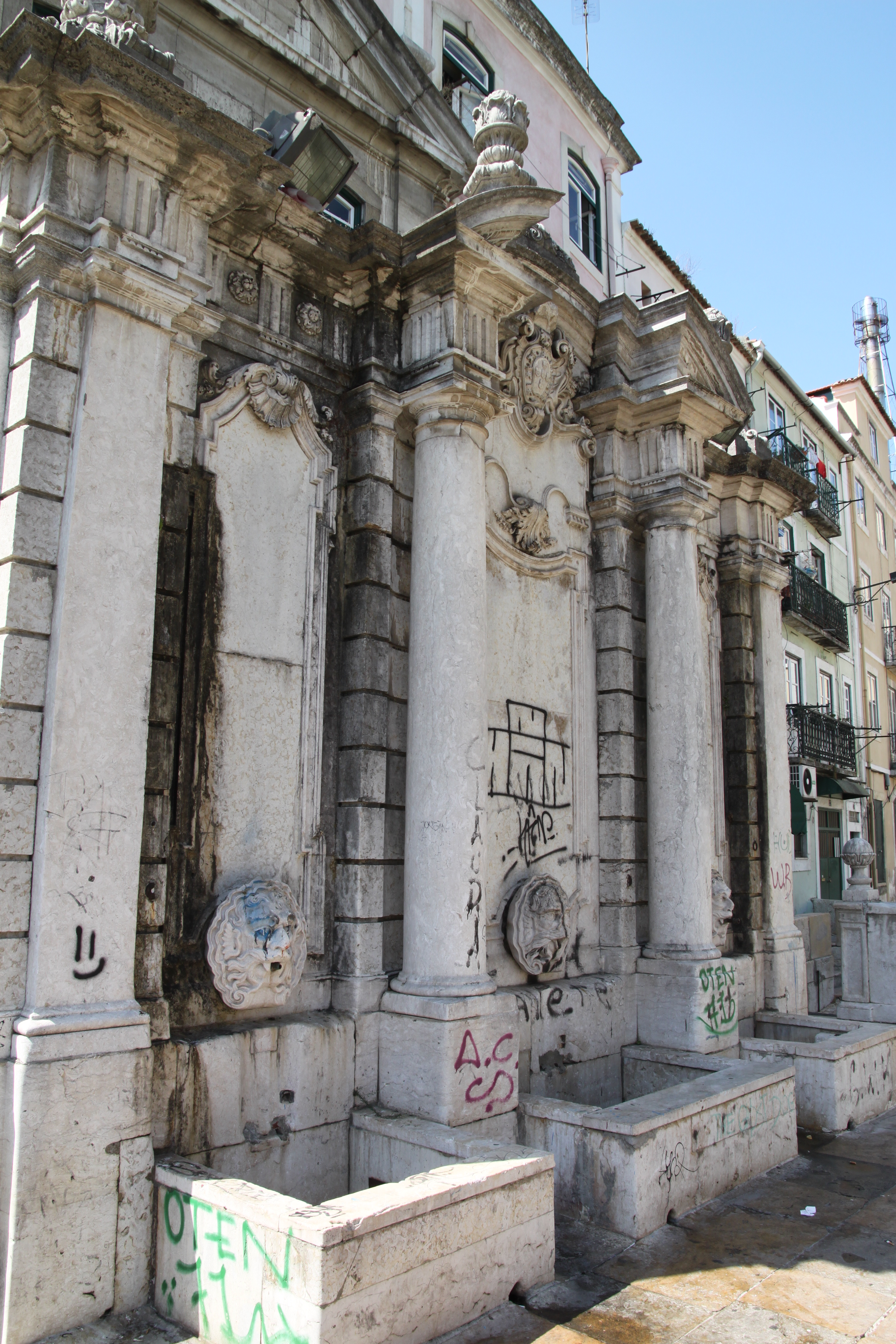
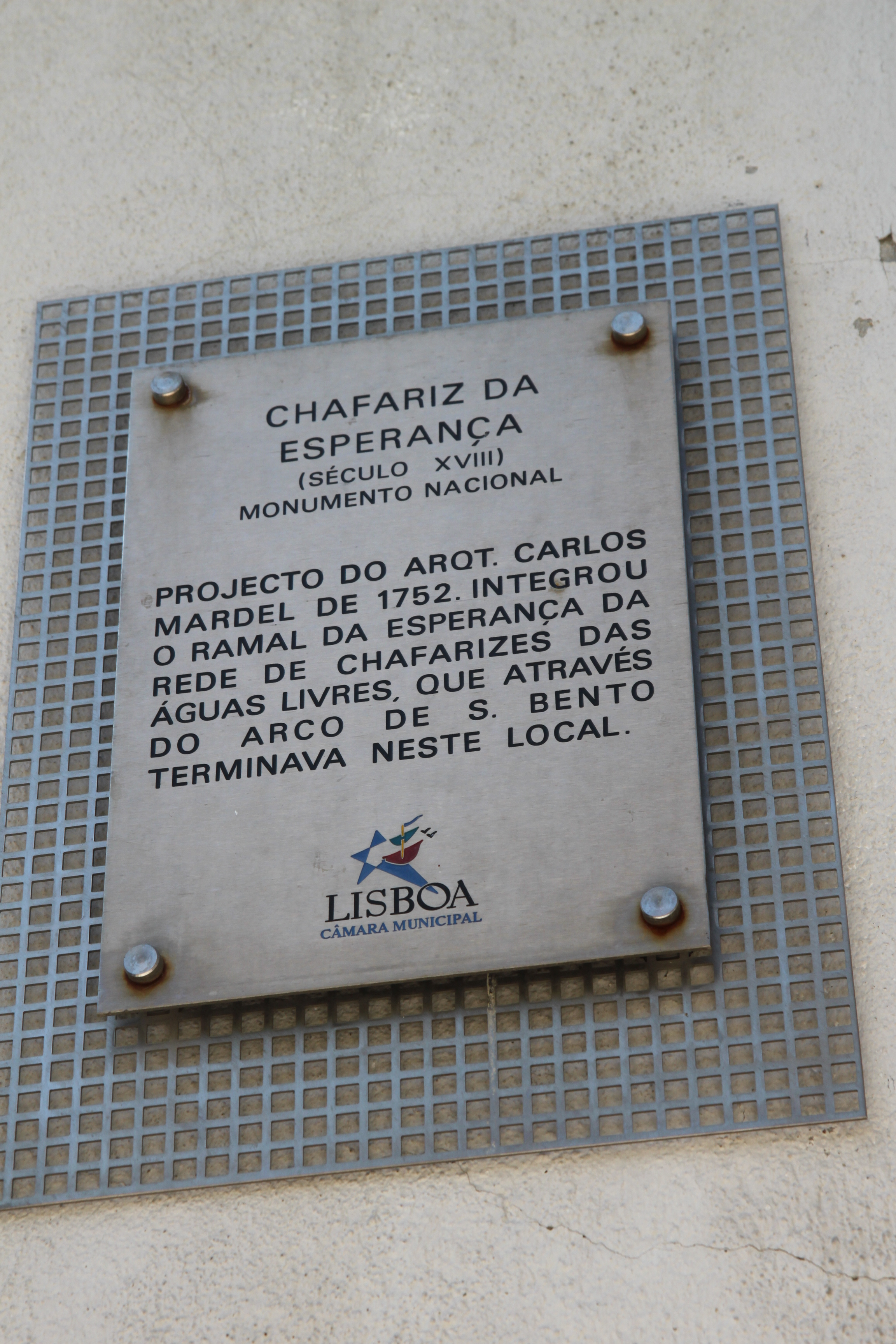
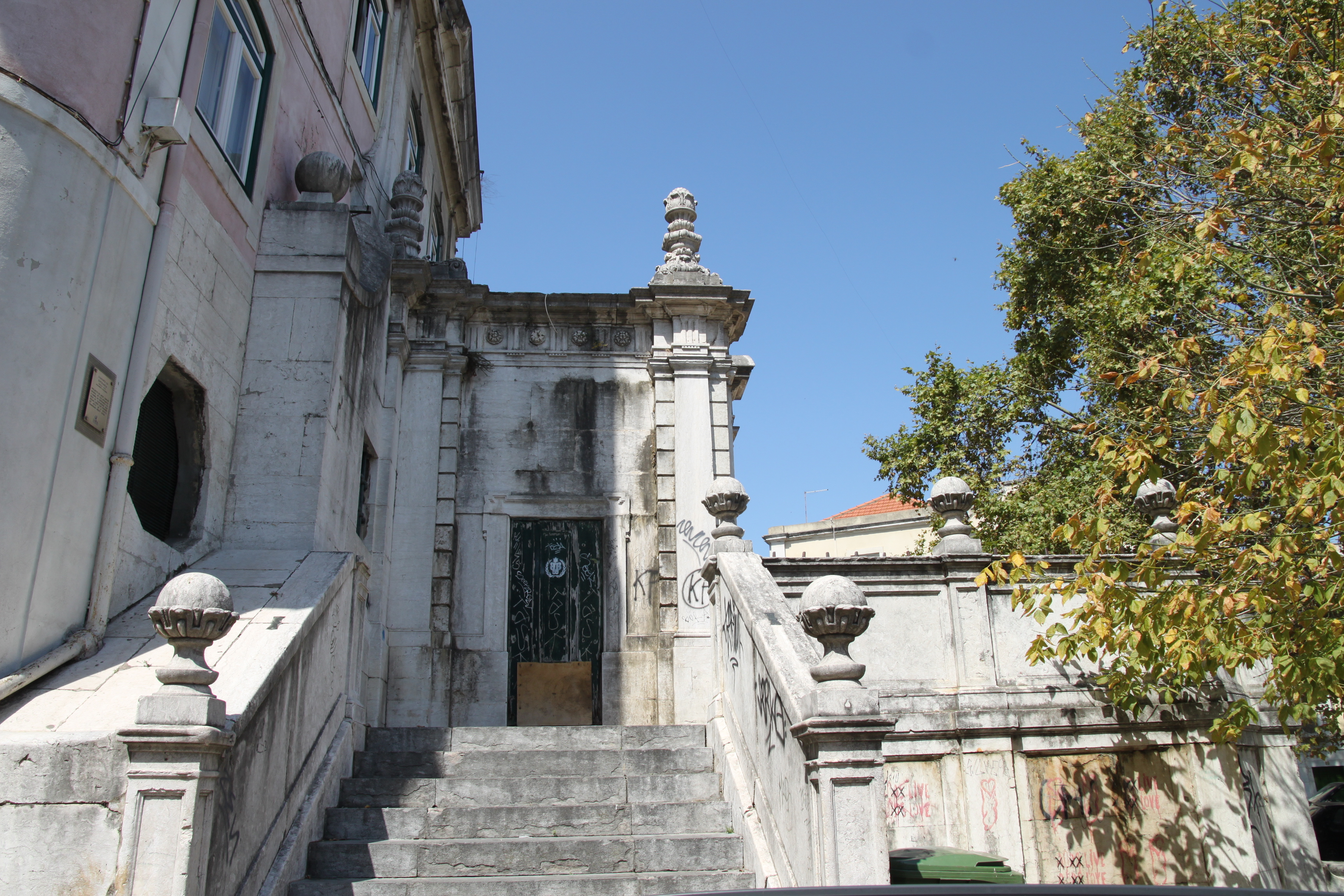